# J002E3

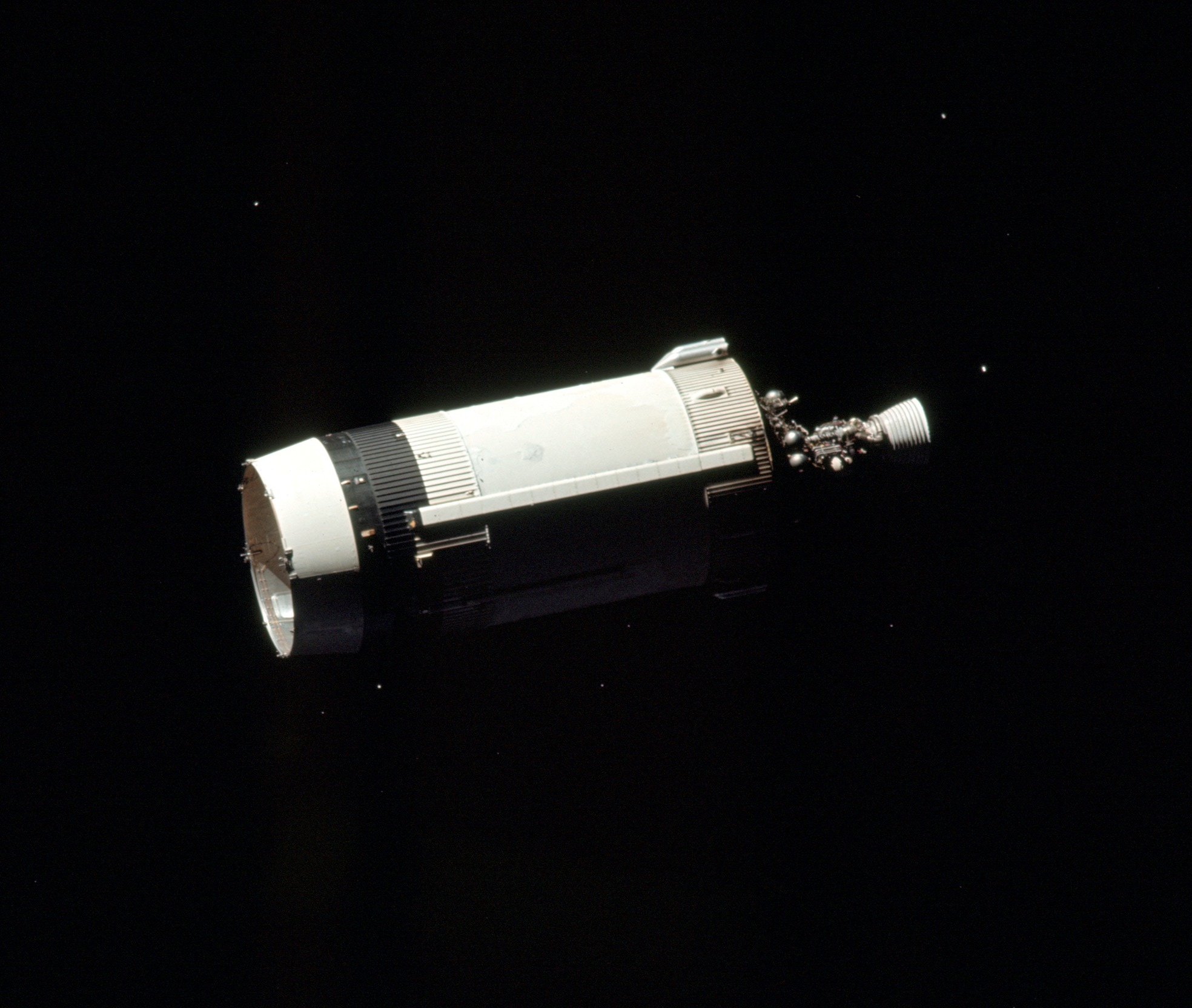
用於阿波羅17號的S-IVB節火箭，是與阿波羅12號使用的同型火箭

J002E3是業餘天文學家楊光宇於2002年9月3日發現的太空物體。最初，它被認為是一顆小行星，後來依據其光譜與火箭所用的二氧化鈦的光譜一致，初步確定為發射阿波羅12號的農神五號火箭S-IVB（任務編號S-IVB-507）的第三節火箭。阿波羅12號在1969年11月發射時，原本計畫是讓這一節火箭進入一個永久性的日心軌道，但現在認為是在1971年和2003年6月進入了一個不穩定的高地球軌道，而日心軌道和地心軌道之間交錯的週期約為40年。

## 發現
當它首度被發現時，人們很快就知道這個物體在環繞著地球的軌道上。天文學家對此感到驚訝，因為月球是地球軌道上唯一的大天體，而在很久很久以前，任何其它的天體都已經因為太陽對地球和月球的攝動，被從地月系統拋射出去了。
因此，他很可能是最近進入地球軌道的，但最近發射的太空載具中沒有與J002E3軌道相匹配的載具。一種解釋是，這是一塊30公尺長的岩石，但是亞利桑那大學的天文學家發現，對該物體的光譜觀測表明，吸收特徵與人為材料，包括白漆、黑漆和鋁，的結合有很強的相關性，而這與農神五號火箭一致。回溯其軌道表明，該物體在太陽軌道上運行了31年，上一次在1971年繞地球附近。這似乎表明是阿波羅14號任務的一部分，但美國國家航空暨太空總署（NASA）知道該任務使用的所有硬體下落；例如第三節火箭刻意撞擊月球以進行地震研究。
最可能的解釋似乎是阿波羅12號的第三節火箭S-IVB。NASA原本計畫將S-IVB送入太陽軌道，但動力裝置 超長時間的燃燒，意味著在S-IVB的油箱中排放出剩餘的推進劑，沒有給火箭足夠的能量來逃離地月系統，反而在1969年11月18日經過月球後，結束環繞地球的半穩定軌道。
J002E3被認為在2003年6月離開地球軌道，並可能在2040年代中期返回地球軌道。

## 潛在撞擊地球或月球的威脅
這個物體的地球軌道路徑有時會在月球軌道的半徑範圍內，最終可能會進入地球的大氣層，或與月球相撞。阿波羅12號空的S-IVB、儀器單元、和太空船傳接器的基座等的質量大約是14,000；15短噸（30,000英磅）。這不到1979年7月11日從軌道上墜落回到地球，使用類似材料建造，質量為77,100-；85.0-短噸（169,900-英磅）的天空實驗室質量的五分之一。每年進入地球大氣層的質量約為10,000（22,000英磅；11短噸），大約每10年就有一個這種質量的天體撞擊地球表面。
在阿波羅計畫、天空實驗室和阿波羅-聯盟測試計劃大約又10 個基本相似的S-IVB火箭於1966年至1975年重返地球大氣層。在所有的事件中（包括天空實驗室），這些物體都在大氣層中燃燒並破碎成相對較小的碎片，而不是作為一個整體撞擊地球。在所有的情况下（包括天空實驗室站），這些物體在大氣中燃燒並破碎成相對較小的碎片，而不是作為一個整體撞擊地球。另一方面，這些物體是從近地軌道或彈道軌道進入地球大氣層，如果是從太陽軌道進入的J002E3，其能量可能會更少。

## 註解
1. ↑  據信，環繞地球運行的還有柯迪萊夫斯基雲：這是波蘭天文學家卡齊米日·柯迪萊夫斯基在1956年發現，大量暫時聚集在地月系統特洛伊點的高濃度塵埃。
2. ↑  。阿波羅任務的有：AS-201、AS-202、 阿波羅4號、阿波羅5號、阿波羅6號、和阿波羅7號。天空實驗室的有天空實驗室2號、天空實驗室3號、和天空實驗室4號。

## 外部連結
- J002E3 Animations （页面存档备份，存于）, CNEOS
- Mystery Object J002E3 Gallery, NASA
- Mystery Object Orbits Earth, NASA
- Astronomers Discover That Earth's Second Moon Wears Apollo Paint，存档于（存檔日期 20 August 2007）, University of Arizona